# Torneo Centroamericano 1977
El Torneo Centroamericano 1977 fue la décima edición del Torneo Centroamericano de la Concacaf, torneo de fútbol a nivel de clubes de Centroamérica y que contó con la participación de 8 equipos de la región. El ganador estaría en la fase final de la Copa de Campeones de la Concacaf 1977.
El Deportivo Saprissa de Costa Rica fue el campeón tras vencer en la final al CSD Municipal de Guatemala.

## Equipos participantes
En cursiva los equipos debutantes en el torneo.
| País                  | Equipo                              |
| --------------------- | ----------------------------------- |
| Costa Rica · 2 cupos  | Deportivo Saprissa Deportivo México |
| Honduras 2 cupos      | CD Motagua CD España                |
| El Salvador · 2 cupos | CD Águila Alianza FC                |
| Guatemala · 1 cupo    | CSD Municipal                       |
| Nicaragua · 1 cupo    | Diriangén FC                        |

## Cuadro de desarrollo
|  | Cuartos de final        | Cuartos de final        | Cuartos de final        |   |                | Semifinales               | Semifinales               | Semifinales               |  |  | Final                     | Final                     | Final                     |
|  | 17 de abril - 5 de mayo | 17 de abril - 5 de mayo | 17 de abril - 5 de mayo |   |                | 12 de junio - 26 de junio | 12 de junio - 26 de junio | 12 de junio - 26 de junio |  |  | 10 de julio - 24 de julio | 10 de julio - 24 de julio | 10 de julio - 24 de julio |
|  |                         |                         |                         |   |                |                           |                           |                           |  |  |                           |                           |                           |
|  | Águila                  | 0                       | 1                       |   |                |                           |                           |                           |  |  |                           |                           |                           |
|  | Municipal               | 2                       | 1                       |   |                |                           |                           |                           |  |  |                           |                           |                           |
|  | Municipal               | 2                       | 1                       |   | Municipal      | 13                        | 3                         |                           |  |  |                           |                           |                           |
|  |                         |                         |                         |   | Municipal      | 13                        | 3                         |                           |  |  |                           |                           |                           |
|  |                         | Diriangén               | 1                       | 1 |                |                           |                           |                           |  |  |                           |                           |                           |
|  | Diriangén (w/o)         | Diriangén               | 1                       | 1 | -              | -                         |                           |                           |  |  |                           |                           |                           |
|  | Diriangén (w/o)         |                         |                         |   | -              | -                         |                           |                           |  |  |                           |                           |                           |
|  | Deportivo México        | -                       | -                       |   |                |                           |                           |                           |  |  |                           |                           |                           |
|  |                         |                         |                         |   |                |                           |                           |                           |  |  | Municipal                 | 1                         | 0                         |
|  |                         |                         | Saprissa                | 2 | 1              |                           |                           |                           |  |  |                           |                           |                           |
|  | España                  | -                       | -                       |   |                |                           |                           |                           |  |  |                           |                           |                           |
|  | Saprissa (w/o)          | -                       | -                       |   |                |                           |                           |                           |  |  |                           |                           |                           |
|  | Saprissa (w/o)          | -                       | -                       |   | Saprissa (w/o) | -                         | -                         |                           |  |  |                           |                           |                           |
|  |                         |                         |                         |   | Saprissa (w/o) | -                         | -                         |                           |  |  |                           |                           |                           |
|  |                         | Motagua                 | -                       | - |                |                           |                           |                           |  |  |                           |                           |                           |
|  | Motagua (w/o)           | Motagua                 | -                       | - | -              | -                         |                           |                           |  |  |                           |                           |                           |
|  | Motagua (w/o)           |                         |                         |   | -              | -                         |                           |                           |  |  |                           |                           |                           |
|  | Alianza                 | -                       | -                       |   |                |                           |                           |                           |  |  |                           |                           |                           |

## Cuartos de final

### Municipal - Águila
| 17 de abril de 1977 | Águila | 0:2 | Municipal           | Estadio Flor Blanca, San Salvador |  |
|                     |        |     | Mitrovich · Rozzoto |                                   |  |

| 5 de mayo de 1977 | Municipal | 1:1 (Global 3:1) | Águila  | Estadio Mateo Flores, Ciudad de Guatemala |  |
|                   | Cobián    |                  | Vásquez |                                           |  |

### Diriangén - Deportivo México
| 17 de abril de 1977                                                                                      | Diriangén | w/o | Deportivo México | Estadio Colegio La Salle, Diriamba |  |
| Al Deportivo México no se le comunicó las fechas de los partidos y por lo tanto, el Diriangén clasifica. |           |     |                  |                                    |  |

### Saprissa - España
| 24 de abril de 1977                                       | Saprissa | w/o | España | Estadio Ricardo Saprissa, San José |  |
| Real España se retiró y por lo tanto, Saprissa clasifica. |          |     |        |                                    |  |

### Motagua - Alianza
| 24 de abril de 1977                                  | Alianza | w/o | Motagua | Estadio Cuscatlán, San Salvador |  |
| Alianza se retiró y por lo tanto, Motagua clasifica. |         |     |         |                                 |  |

## Semifinales

### Municipal - Diriangén
| 12 de junio de 1977 | Municipal               | 13:1 | Diriangén | Estadio Mateo Flores, Ciudad de Guatemala |  |
|                     | Anderson · Desconocidos |      | Cruz      |                                           |  |

| 26 de junio de 1977 | Diriangén   | 1:3 (Global 2:16) | Municipal            | Estadio Colegio La Salle, Diriamba |  |
|                     | Desconocido |                   | Mitrovich · Anderson |                                    |  |

### Saprissa vs Motagua
| 12 de junio de 1977                                   | Motagua | w/o | Saprissa | Estadio Nacional, Tegucigalpa |  |
| Motagua se retiró y por lo tanto, Saprissa clasifica. |         |     |          |                               |  |

## Final

### Ida
| 10 de julio de 1977 | Municipal           | 1:2 (1:1) | Saprissa                          | Estadio Mateo Flores, Ciudad de Guatemala |                            |
|                     | Sanzogni 28' (pen.) |           | Barquero 38' (pen.) · Morales 54' | Árbitro(s): Leónidas Rogel                | Árbitro(s): Leónidas Rogel |

|            | POR        | Rogelio Flores        |       |
|            | DEF        | Víctor Carranza       |       |
|            | DEF        | Benjamín Monterroso   |       |
|            | DEF        | Lijón de León         |       |
|            | DEF        | Sergio Rivera         |       |
|            | MED        | Juan Rozzoto          |       |
|            | MED        | Omar Sanzogni         |       |
|            | MED        | Miguel Ángel Cobián   | Salió |
|            | DEL        | Guillermo Morales     | Salió |
|            | DEL        | José Emilio Mitrovich |       |
|            | DEL        | Julio César Anderson  |       |
| Entrenador | Entrenador | Salvador Pericullo    |       |

|            | POR        | Juan Gutiérrez        |       |
|            | DEF        | Nelson Bastos         |       |
|            | DEF        | Carlos García         |       |
|            | DEF        | Heriberto Rojas       |       |
|            | DEF        | Wilberth Barquero     |       |
|            | MED        | Hernán Morales        |       |
|            | MED        | Francisco Hernández   |       |
|            | MED        | Gerardo Ureña         |       |
|            | DEL        | Carlos Santana        |       |
|            | DEL        | Miguel Ángel Mansilla | Salió |
|            | DEL        | Gerardo Solano        |       |
| Entrenador | Entrenador | Jozef Karel           |       |

| MED | Marco Tulio Barillas | Entró |
| MED | Alberto López Oliva  | Entró |

|  | DEL | Emilio Valle | Entró |

| Anotado · Penal | 28' | Omar Sanzogni | 1:0 |

| Anotado · Penal | 38' | Wilberth Barquero | 1:1 |
| Anotado         | 54' | Hernán Morales    | 2:1 |

| Expulsado | 91' | Rogelio Flores |

| Expulsado | 91' | Emilio Valle |

| Árbitro             | Leónidas Rogel        |
| Árbitros asistentes | Marco Antonio Gracias |
|                     | Juan Ramón Mollinedo  |

|            | POR        | Rogelio Flores        |       |
|            | DEF        | Víctor Carranza       |       |
|            | DEF        | Benjamín Monterroso   |       |
|            | DEF        | Lijón de León         |       |
|            | DEF        | Sergio Rivera         |       |
|            | MED        | Juan Rozzoto          |       |
|            | MED        | Omar Sanzogni         |       |
|            | MED        | Miguel Ángel Cobián   | Salió |
|            | DEL        | Guillermo Morales     | Salió |
|            | DEL        | José Emilio Mitrovich |       |
|            | DEL        | Julio César Anderson  |       |
| Entrenador | Entrenador | Salvador Pericullo    |       |

|            | POR        | Juan Gutiérrez        |       |
|            | DEF        | Nelson Bastos         |       |
|            | DEF        | Carlos García         |       |
|            | DEF        | Heriberto Rojas       |       |
|            | DEF        | Wilberth Barquero     |       |
|            | MED        | Hernán Morales        |       |
|            | MED        | Francisco Hernández   |       |
|            | MED        | Gerardo Ureña         |       |
|            | DEL        | Carlos Santana        |       |
|            | DEL        | Miguel Ángel Mansilla | Salió |
|            | DEL        | Gerardo Solano        |       |
| Entrenador | Entrenador | Jozef Karel           |       |

| MED | Marco Tulio Barillas | Entró |
| MED | Alberto López Oliva  | Entró |

|  | DEL | Emilio Valle | Entró |

| Anotado · Penal | 28' | Omar Sanzogni | 1:0 |

| Anotado · Penal | 38' | Wilberth Barquero | 1:1 |
| Anotado         | 54' | Hernán Morales    | 2:1 |

| Expulsado | 91' | Rogelio Flores |

| Expulsado | 91' | Emilio Valle |

| Árbitro             | Leónidas Rogel        |
| Árbitros asistentes | Marco Antonio Gracias |
|                     | Juan Ramón Mollinedo  |

### Vuelta
| 24 de julio de 1977 | Saprissa    | 1:0 (0:0) (Global 3:1) | Municipal | Estadio Ricardo Saprissa, San José |                                  |
|                     | Santana 79' |                        |           | Árbitro(s): Carlos Roberto Ortiz   | Árbitro(s): Carlos Roberto Ortiz |

|            | POR        | Juan Gutiérrez        |  |
|            | DEF        | Nelson Bastos         |  |
|            | DEF        | Carlos García         |  |
|            | DEF        | Heriberto Rojas       |  |
|            | DEF        | Wilberth Barquero     |  |
|            | MED        | Gerardo Ureña         |  |
|            | MED        | Francisco Hernández   |  |
|            | MED        | Hernán Morales        |  |
|            | DEL        | Carlos Santana        |  |
|            | DEL        | Miguel Ángel Mansilla |  |
|            | DEL        | Gerardo Solano        |  |
| Entrenador | Entrenador | Jozef Karel           |  |

|            | POR        | Julio García          |  |
|            | DEF        | Leonardo McNish       |  |
|            | DEF        | Guillermo Morales     |  |
|            | DEF        | Lijón de León         |  |
|            | DEF        | Sergio Rivera         |  |
|            | MED        | Benjamín Monterroso   |  |
|            | MED        | Omar Sanzogni         |  |
|            | MED        | Miguel Ángel Cobián   |  |
|            | DEL        | Juan Rozzoto          |  |
|            | DEL        | José Emilio Mitrovich |  |
|            | DEL        | Miguel Angel Cruz     |  |
| Entrenador | Entrenador | Salvador Pericullo    |  |

| Anotado | 79' | Carlos Santana | 1:0 |

| Árbitro             | Carlos Roberto Ortiz  |
| Árbitros asistentes | Carlos Manuel Álvarez |
|                     | Carlos Luis Monge     |

|            | POR        | Juan Gutiérrez        |  |
|            | DEF        | Nelson Bastos         |  |
|            | DEF        | Carlos García         |  |
|            | DEF        | Heriberto Rojas       |  |
|            | DEF        | Wilberth Barquero     |  |
|            | MED        | Gerardo Ureña         |  |
|            | MED        | Francisco Hernández   |  |
|            | MED        | Hernán Morales        |  |
|            | DEL        | Carlos Santana        |  |
|            | DEL        | Miguel Ángel Mansilla |  |
|            | DEL        | Gerardo Solano        |  |
| Entrenador | Entrenador | Jozef Karel           |  |

|            | POR        | Julio García          |  |
|            | DEF        | Leonardo McNish       |  |
|            | DEF        | Guillermo Morales     |  |
|            | DEF        | Lijón de León         |  |
|            | DEF        | Sergio Rivera         |  |
|            | MED        | Benjamín Monterroso   |  |
|            | MED        | Omar Sanzogni         |  |
|            | MED        | Miguel Ángel Cobián   |  |
|            | DEL        | Juan Rozzoto          |  |
|            | DEL        | José Emilio Mitrovich |  |
|            | DEL        | Miguel Angel Cruz     |  |
| Entrenador | Entrenador | Salvador Pericullo    |  |

| Anotado | 79' | Carlos Santana | 1:0 |

| Árbitro             | Carlos Roberto Ortiz  |
| Árbitros asistentes | Carlos Manuel Álvarez |
|                     | Carlos Luis Monge     |

## Campeón
Saprissa
Campeón
5° título